# Reimchronik von Worringen
Die Reimchronik von Worringen (niederländisch Rijmkroniek van Woeringen), auch bekannt als Reimchronik der Schlacht von Worringen (niederländisch Rijmkroniek over de slag bij Woeringen) und unter anderen Namen, ist eine Reimchronik und Chanson de geste im Genre eines Ritterromans über die Regierungszeit von Johann I., Herzog von Brabant bis zur Schlacht von Worringen (1261–1288) und darüber hinaus. Die Autorschaft der Chronik wird einem gewissen Jan van Heelu oder Jan van Leeuwe zugeschrieben.

## Autorschaft
Jan van Heelu (lebte im 13. Jahrhundert) war ein brabantischer Schriftsteller. Zwischen 1288 und 1294 schrieb er eine Chronik der Schlacht von Worringen vom 5. Juni 1288 zwischen Graf Rainald I.  von Geldern und Johann I., Herzog von Brabant, für Margarete von England, Schwiegertochter des Johann I. von Brabant, bzw. Ehefrau des Johann II. von Brabant. Obwohl er behauptet, Augenzeuge der von ihm geschilderten Ereignisse gewesen zu sein, haben einige Gelehrte diese Behauptung zurückgewiesen. Der belgische Historiker Piet Avonds (1988) stellte fest, dass es ein übliches Merkmal der Ritterroman, einschließlich dieser Reimchronik (Rymkronyk), ist, dass der Autor unzuverlässig behauptet, er sei ein persönlicher Zeuge der Ereignisse gewesen, die er niedergeschrieben hat.

## Inhalt

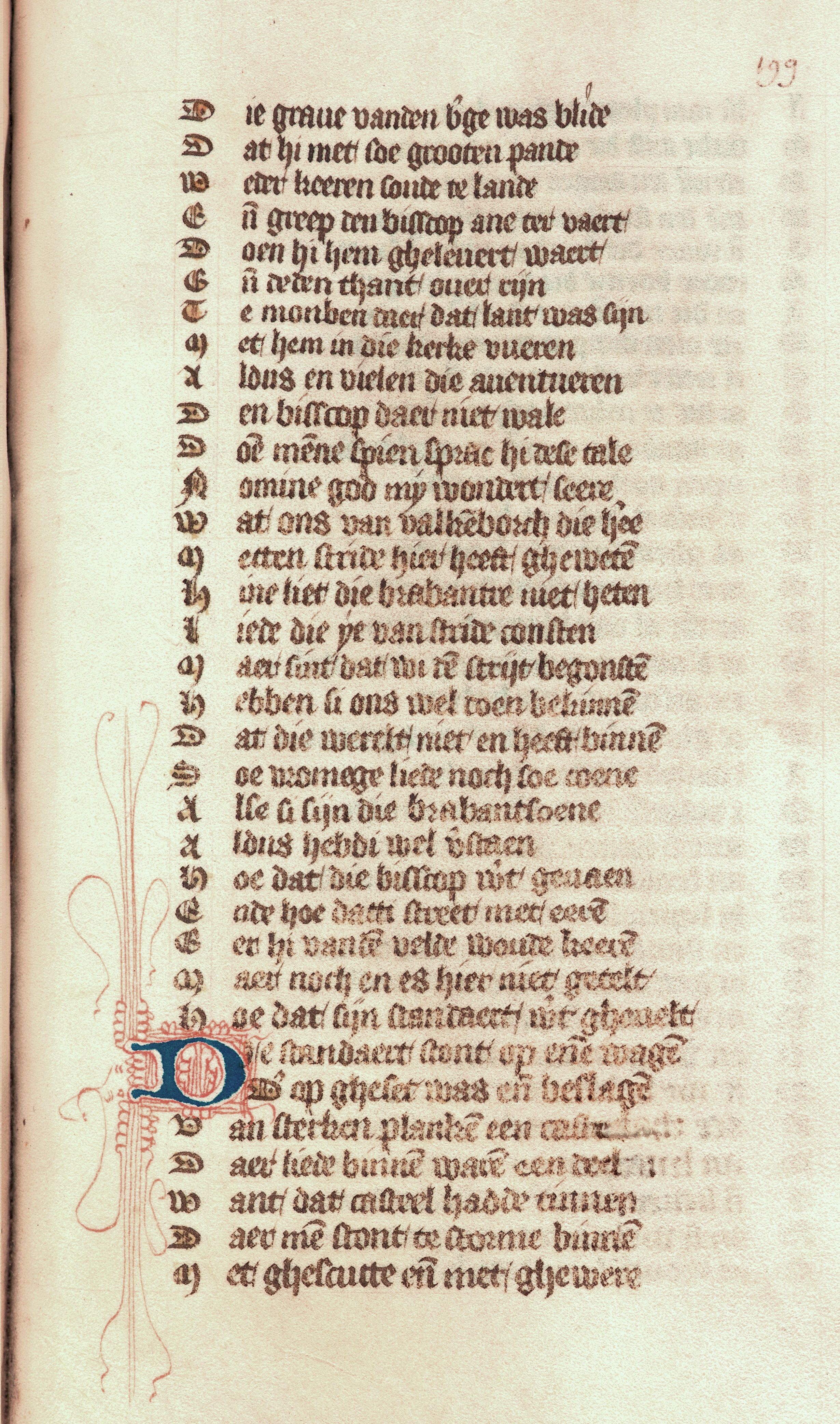
Rymkronyk van Jan van Heelu betreffende den slag van Woeringen van het jaer 1288, Jan van Heelu und Heinricus van den Damme - KB 76 E 23 - fol 100r

Die Reimchronik von Worringen besteht aus zwei Teilen mit insgesamt 8948 Versen. Es enthält eine Geschichte des Herzogtum Brabant zwischen 1261 und 1288, die mit den Taten des Herzogs Johann I. von Brabant in der Schlacht von Worringen am 5. Juni 1288 endet. Nach einer Beschreibung der Schlacht selbst werden die Waffentaten der brabantischen Ritter in der Reihenfolge ihrer vermeintlichen Würden einzeln aufgeführt. Dabei stellte Avonds (1988) fest, dass der letzte Abschnitt über die Adelsfamilie Wezemaal außergewöhnlich umfangreich ist und den Wezemaals im Vergleich zu anderen Familien viele Heldentaten zugeschrieben werden. Avonds hält dies für einen wahrscheinlichen Hinweis darauf, dass die Wezemaals die Reimchronik in Auftrag gaben.
Der Chronik ist eine Vorrede von 592 Versen vorangestellt, die später, vermutlich von einem Kopisten, hinzugefügt wurde.

## Handschriften und Editionen
J. Deschamps 1972 hat eine ausführliche Provenienz aller überlebenden Handschriften vorgelegt. Folgende Handschriften der Reimchronik sind erhalten geblieben:
- Berlin, Staatsbibliothek zu Berlin – Stiftung Preußischer Kulturbesitz, germ., fol. 628.[11]
- Brüssel, Königliche Bibliothek Belgiens, 6003–6005.[11]
- Brüssel, Königliche Bibliothek Belgiens, IV 593.[11]
- Den Haag, Königliche Bibliothek der Niederlande, 130 G 24.[11]
- Den Haag, Königliche Bibliothek der Niederlande, 76 E 23.[11] Diese Handschrift stammt aus der Zeit um 1440 und ist die älteste und wichtigste erhaltene Abschrift der Reimchronik, von der alle anderen Handschriften abgeleitet sein sollen. Sie wurde in Brüssel von einem Henricus van Damme im Auftrag der Stadt Brüssel aufgezeichnet.[15][14]

Sie liegt in der Fassung von Jan Frans Willems vor, erschienen 1836 bei M. Hayez in Brüssel. Auf dieser Ausgabe basierend wurde der Text 1988 erstmals durch Frans W. Hellegers ins Hochdeutsche übertragen und im Ausstellungskatalog Der Name der Freiheit veröffentlicht.